# Zrela ljubav
Zrela ljubav (orig. Piel de otoño) je romantična meksička telenovela koju je producirala Televisa pod vodstvom Mapat L. de Zatarain 2005. godine. Snimljeno je 90 epizoda.
Obrada je Televisine telenovele iz 1986. Cicatrices del alma. 
Serija koja je tematska prethodnica Zrele ljubavi je Inocente de ti, a nastavak Zrele ljubavi je Ljubav nema cijene (El amor no tiene precio).

## Sadržaj
Uz bezuvjetnu ljubav i podršku supruge Lucie, Ramon je uspio pokrenuti vlastiti posao. Njihova djeca Liliana i Miguel ne znaju koliko su se nihovi roditelji namučili da im priušte luksuz u kojem žive. Ipak, Lucia nije sretna jer je Ramon postao okrutni materijalist koji je stalno ponižava, a i djecu je okrenuo protiv nje. Zbog toga je Lucia nesiugurna i potištena, a jedini sretni trenutci su oni provedeni pred računalom, dok se dopisuje s tajanstvenim muškarcem kojemu otvara dušu. Premda ga nikad nije vidjela, beznadno se zaljubi u njega. Lucia ima dvije prijateljice, Rosario i Trianu. Triana teško oboli i oporučno ostavi Luciji svoju imovinu u Španjolskoj. Kad Lucia zatekne Ramona u krevetu s ljubavnicom, uzima svoje stvari i odlazi u Španjolsku, gdje želi početi novi život i pronaći Nataliju, svoju unuku koju je bez njena znanja Liliana dala na usvojenje. U Španjolskoj će otkriti svoj talent za biznis te postati nova, elegantna i samouvjerena žena. Upoznat će i Santiaga, ljubav svog života."

## Uloge
- Laura Flores - Lucía Villareal Pérez De Mendoza
- René Strickler - Santiago Mestre
- Sergio Goyri - Ramón Mendoza
- Sabine Moussier - Rebeca Franco
- Raquel Olmedo - Triana Gallasteguí
- Gerardo Murguía - Gustavo Hellman
- María Marcela - Rosario Ruiz de Gutiérrez
- Manuel Landeta - Víctor Gutiérrez
- Alejandro Ávila - Bruno Dordelli
- Lourdes Reyes - Claudia Lambarí
- Andrea Torre - Gabriela Gutiérrez Ruiz
- Yolanda Ventura - Mayte Gómez
- Jorge de Silva - Eduardo Gutiérrez Ruiz
- Florencia de Saracho - Liliana Mendoza Villarreal
- Agustín Arana - Pablo Castañeda
- Franco Gala - Miguel Ángel Mendoza Villarreal
- Arancha Gómez - Nora Berumen
- Luis Xavier - Jordi Sampeiro
- Carlos de la Mota - Diego
- Osvaldo Benavides - Damián
- Ramón Menéndez - Martín
- Francisco Avendaño - Luis
- Gabriela Rivero - Lucrecia Durán
- Ricardo Crespo - Juan Carlos
- Ricardo Margaleff - Edson
- Lisardo - Julio Alberto
- Rosángela Balbó - Elvira Castañeda
- Susy-Lu Peña - Alexa Riveroll
- Archie Lanfranco - Dr. Silva
- Mónica Garza - Carmina Rubio
- Marco Muñoz - Lic. Alberto Díaz
- Paola Ochoa - Conchita Pérez
- Joana Brito - Jovita Muñoz
- Roberto Sen - Julián Bandera
- Sergio Jurado - Padre René Ruiz
- Yousi Díaz - Cristina Miranda
- Luis Bayardo - Rodrigo
- Jorge Ortín - Rafael
- Roberto Miquel - Octavio Escalante
- Héctor del Puerto - Enrique
- Abraham Stavans - Arcadio
- Fernando Carrera - Jorge Poncela
- Patricia Romero - Jessica Rodríguez
- Óscar Alberto López - Rafa
- Adrián Ruiz - Eusebio Hurtado Juárez
- Antonio Escobar
- Juan Manuel Espadas
- Claudia Platt
- Erik Guecha
- Jorge Peralta
- Mirta Renée
- Claudia Troyo - Carmina
- Enrique Hidalgo
- Horacio Castelo
- Maru Dueñas
- Jose Maria Negri
- Javier Ruán
- Benito Ruiz
- Arturo Lorca
- Benjamín Islas
- Ricardo Vera
- Norma Iturbe - Enfermera

## Vanjske poveznice
- IMDB
- El mundo te telenovelas Sapunice prikazane u Hrvatskoj